# Шёнлебен, Людвиг
Людвиг Шёнлебен (1590 — 26 августа 1663; словенский: Людвик) — политик середины XVII века на территории современной Словении, в годы нахождения страны под властью Священной Римской империи.
Шёнлебен родился в Хайльбронне (Германия). Женился в Любляне в 1618 году на Сусанне Кушлан. По основной профессии — резчик, он также, был летописцем.
Начиная с 1634 году Шёнлебен стал городским советником и помощником казначея, с 1635 г. до самой смерти был сенатором городского совета, с 1640 был старшим городским казначеем, с 1644 — судьёй, с 1646 до своей смерти командовал городской стражей, рота под его командованием составляла 600 человек. Он был мэром в 1648-1650, 1652—1653 и 1654—1655 годах.
Шёнлебен умер 26 августа 1663, в городе Любляне. Его сын — историк Иоганн Людвиг Шёнлебен.